# 유병국
유병국(柳秉國, 1968년 4월 1일 ~ )은 대한민국 충청남도의회 의원이다.

## 학력
- 천안남산초등학교
- 천안북중학교
- 1984 ~ 1987 천안중앙고등학교 졸업
- 1988 ~ 1995 청주대학교 법학 학사
- 1995 ~ 1998 청주대학교 대학원 민법 석사

## 경력
- 2010년 7월 1일 ~ 2014년 6월 30일: 제9대 충청남도의회 의원
  - 2012.07 ~ 2014.06: 제9대 충청남도의회 후반기 운영위원회 위원장
- 2014년 7월 1일 ~ 2018년 6월 30일: 제10대 충청남도의회 의원
- 2018년 7월 1일 ~ 2022년 6월 30일: 제11대 충청남도의회 의원
  - 2018.07 ~ 2020.06: 제11대 충청남도의회 전반기 의장
- 2019.08 ~ 2020.06: 제16대 전국시도의회의장협의회 후반기 정책위원

## 역대 선거 결과
|  | 36.49% |

|  | 49.09% |

|  | 66.63% |